# Microhoria caprai
Microhoria caprai es una especie de coleóptero de la familia Anthicidae.

## Distribución geográfica
Habita en  Italia.